# Héritage universel
L'héritage universel est une proposition selon laquelle tous les citoyens, à un certain âge, recevraient une dotation économique de la part de l'État.
L'héritage est l'un des éléments juridiques et économiques qui contribue le plus à perpétuer l'inégalité,,. Ainsi, les courants économiques hétérodoxes ont critiqué l'héritage tant d'un point de vue historique, car la propriété et l'inégalité dans sa distribution ne pourraient être comprises sans l'accumulation originelle du capital, que d'un point de vue éthique et de justice, en soutenant qu'aucun être humain n'a le droit à une plus grande propriété sur les richesses de la Terre du fait de sa naissance dans telle ou telle famille,.
Ainsi, l'héritage universel a été proposé comme une façon de compenser l'inégalité de la distribution de la richesse, qui serait financée par le biais d'impôts progressifs,.
La première proposition concernant l'héritage universel a été faite par Thomas Paine en 1795, mais depuis lors, des mesures similaires ont été proposées dans différents pays et à différents moments historiques.
Parmi les critiques de cette mesure, on peut noter le fait qu'elle soit présentée comme un héritage pour tous les citoyens, sans tenir compte de leur niveau économique. De plus, cela pourrait entraîner une réduction de l'effort des jeunes pour se former et contribuer par leur travail au bien-être de toute la société.